# Анна Ле Мойн
Анна Ле Мойн  (швед. Anna Le Moine, 30 жовтня 1973) — шведська керлінгістка, олімпійська чемпіонка.
При народженні мала прізвище Бергстрем (швед. Bergström), носила також прізвище Сверд (швед. Svärd).

## Виступи на Олімпіадах
| Олімпіада     | Дисципліна | Місце |
| ------------- | ---------- | ----- |
| Турин 2006    | керлінг    | 1     |
| Ванкувер 2010 | керлінг    | 1     |